# Marshall Ridge
Marshall Ridge är en bergstopp i Antarktis. Den ligger i Östantarktis. Nya Zeeland gör anspråk på området. Toppen på Marshall Ridge är 1 175 meter över havet.
Terrängen runt Marshall Ridge är bergig åt nordost, men åt sydväst är den kuperad. Trakten är obefolkad. Det finns inga samhällen i närheten. 